# جونا إدوارد كيلي
جونا إدوارد كيلي (بالإنجليزية: Jonah Edward Kelley) هو عسكري أمريكي، ولد في 13 أبريل 1923 في Rada, West Virginia ‏ في الولايات المتحدة، وتوفي في 31 يناير 1945 في Kesternich ‏.